# Larkeh
 (mai 2017).
Larkeh (persan : لاركه romanisé en Lārkeh) est un village dans la province du Lorestan, en Iran. Lors du recensement de 2006, sa population était de 285 habitants répartis dans 43 familles.